# Mistrzostwa Świata w Lekkoatletyce 2019 – sztafeta 4 × 100 m kobiet
Sztafeta 4 × 100 metrów kobiet – jedna z konkurencji biegowych rozgrywanych podczas lekkoatletycznych mistrzostw świata na Stadionie Międzynarodowym Chalifa w Dosze.
Tytułu mistrzowskiego z 2017 nie obroniły reprezentantki Stanów Zjednoczonych.

## Terminarz
Źródło: worldathletics.org.
| Data           | Godzina |            |
| -------------- | ------- | ---------- |
| 4 października | 20:40   | Eliminacje |
| 5 października | 22:05   | Finał      |

## Rekordy
Tabela prezentuje rekord świata, rekord mistrzostw świata, rekordy kontynentów oraz najlepszy wynik na listach światowych w sezonie 2019 przed rozpoczęciem mistrzostw.
|                            | Państwo                                                                                         | Wynik | Miejsce     | Data                      | Źródło |
| -------------------------- | ----------------------------------------------------------------------------------------------- | ----- | ----------- | ------------------------- | ------ |
| Rekord świata              | Stany Zjednoczone · (Tianna Madison, Allyson Felix, Bianca Knight, Carmelita Jeter)             | 40,82 | Londyn      | 10 sierpnia 2012(dts)     | [ 2 ]  |
| Rekord mistrzostw świata   | Jamajka · (Veronica Campbell-Brown, Natasha Morrison, Elaine Thompson, Shelly-Ann Fraser-Pryce) | 41,07 | Pekin       | 29 sierpnia 2015(dts)     | [ 2 ]  |
| Rekord Afryki              | Nigeria · (Beatrice Utondu, Faith Idehen, Christy Opara-Thompson, Mary Onyali-Omagbemi)         | 42,39 | Barcelona   | 7 sierpnia 1992(dts)      | [ 3 ]  |
| Rekord Ameryki Południowej | Brazylia · (Evelyn dos Santos, Ana Cláudia Lemos, Franciela Krasucki, Rosângela Santos)         | 42,29 | Moskwa      | 18 sierpnia 2013(dts)     | [ 4 ]  |
| Rekord Ameryki Północnej   | Stany Zjednoczone · (Tianna Madison, Allyson Felix, Bianca Knight, Carmelita Jeter)             | 40,82 | Londyn      | 10 sierpnia 2012(dts)     | [ 5 ]  |
| Rekord Australii i Oceanii | Australia · (Rachel Massey, Suzanne Broadrick, Jodi Lambert, Melinda Gainsford-Taylor)          | 42,99 | Pietersburg | 18 marca 2000(dts)        | [ 6 ]  |
| Rekord Azji                | Chiny · (Lin Xiao, Li Yali, Liu Xiaomei, Li Xuemei)                                             | 42,23 | Szanghaj    | 23 października 1997(dts) | [ 7 ]  |
| Rekord Europy              | NRD · (Silke Gladisch, Sabine Rieger, Ingrid Auerswald, Marlies Göhr)                           | 41,37 | Canberra    | 6 października 1985(dts)  | [ 8 ]  |
| Listy światowe             | Niemcy · (Lisa Marie Kwayie, Yasmin Kwadwo, Tatjana Pinto, Gina Lückenkemper)                   | 41,67 | Berlin      | 1 września 2019(dts)      | [ 9 ]  |

## Wyniki

### Eliminacje
Awans: Trzy najlepsze z każdego biegu (Q) oraz dwie z najlepszymi czasami wśród przegranych (q).
Źródło: worldathletics.org.
| Pozycja | Bieg | Tor | Państwo                  | Zawodniczki                                                                  | Czas         | Uwagi    |
| ------- | ---- | --- | ------------------------ | ---------------------------------------------------------------------------- | ------------ | -------- |
| 1.      | 2    | 8   | Jamajka                  | Natalliah Whyte, Shelly-Ann Fraser-Pryce, Jonielle Smith, Natasha Morrison   | 42,11        | Q,       |
| 2.      | 2    | 4   | Wielka Brytania          | Asha Philip, Imani Lansiquot, Ashlee Nelson, Daryll Neita                    | 42,25        | Q,       |
| 3.      | 2    | 6   | Chińska Republika Ludowa | Liang Xiaojing, Wei Yongli, Kong Lingwei, Ge Manqi                           | 42,36        | Q        |
| 4.      | 1    | 3   | Stany Zjednoczone        | Dezerea Bryant, Teahna Daniels, Morolake Akinosun, Kiara Parker              | 42,46        | Q        |
| 5.      | 1    | 4   | Trynidad i Tobago        | Semoy Hackett, Kelly-Ann Baptiste, Reyare Thomas, Kamaria Durant             | 42,75        | Q,       |
| 6.      | 1    | 7   | Szwajcaria               | Ajla Del Ponte, Sarah Atcho, Mujinga Kambundji, Salomé Kora                  | 42,82 (,811) | Q        |
| 7.      | 2    | 2   | Niemcy                   | Lisa-Marie Kwayie, Yasmin Kwadwo, Jessica-Bianca Wessolly, Gina Lückenkemper | 42,82 (,817) | q        |
| 8.      | 2    | 7   | Włochy                   | Johanelis Herrera Abreu, Gloria Hooper, Anna Bongiorni, Irene Siragusa       | 42,90        | q,       |
| 9.      | 1    | 2   | Holandia                 | Nargélis Statia Pieter, Marije van Hunenstijn, Jamile Samuel, Naomi Sedney   | 43,01        |          |
| 10.     | 2    | 3   | Nigeria                  | Joy Udo-Gabriel, Blessing Okagbare, Mercy Ntia-Obong, Rosemary Chukwuma      | 43,05        | SB       |
| 11.     | 2    | 5   | Ghana                    | Flings Owusu-Agyapong, Gemma Acheampong, Persis William-Mensah, Halutie Hor  | 43,62        | SB       |
| 12.     | 1    | 5   | Kazachstan               | Rima Kaszafutdinowa, Elina Michina, Swietłana Gołendowa, Olga Safronowa      | 43,79        |          |
| 13.     | 1    | 9   | Dania                    | Astrid Glenner-Frandsen, Ida Karstoft, Mette Graversgaard, Mathilde Kramer   | 43,92        |          |
| 14 !    | 1    | 6   | Australia                | Melissa Breen, Nana Adoma Owusu-Afriyie, Maddie Coates, Celeste Mucci        | DNF          |          |
| 15 !    | 2    | 9   | Brazylia                 | Bruna Farias, Vitória Cristina Rosa, Lorraine Martins, Rosângela Santos      | DQ           | 163.3(a) |
| 15 !    | 1    | 8   | Francja                  | Carolle Zahi, Cynthia Leduc, Estelle Raffai, Orlann Ombissa-Dzangue          | DQ           | 170.7    |

### Finał
Źródło: worldathletics.org.
| Pozycja | Tor | Państwo                  | Zawodniczki                                                                  | Czas  | Uwagi |
| ------- | --- | ------------------------ | ---------------------------------------------------------------------------- | ----- | ----- |
| 01 !    | 4   | Jamajka                  | Natalliah Whyte, Shelly-Ann Fraser-Pryce, Jonielle Smith, Shericka Jackson   | 41,44 | WL    |
| 02 !    | 6   | Wielka Brytania          | Asha Philip, Dina Asher-Smith, Ashlee Nelson, Daryll Neita                   | 41,85 | SB    |
| 03 !    | 7   | Stany Zjednoczone        | Dezerea Bryant, Teahna Daniels, Morolake Akinosun, Kiara Parker              | 42,10 | SB    |
| 4.      | 9   | Szwajcaria               | Ajla Del Ponte, Sarah Atcho, Mujinga Kambundji, Salomé Kora                  | 42,18 | NR    |
| 5.      | 2   | Niemcy                   | Lisa-Marie Kwayie, Yasmin Kwadwo, Jessica-Bianca Wessolly, Gina Lückenkemper | 42,48 |       |
| 6.      | 5   | Trynidad i Tobago        | Semoy Hackett, Kelly-Ann Baptiste, Mauricia Prieto, Kamaria Durant           | 42,71 | SB    |
| 7.      | 3   | Włochy                   | Johanelis Herrera Abreu, Gloria Hooper, Anna Bongiorni, Irene Siragusa       | 42,98 |       |
| 08 !    | 8   | Chińska Republika Ludowa | Liang Xiaojing, Wei Yongli, Kong Lingwei, Ge Manqi                           | DQ    | 170.7 |